# Róbert Gunnarsson
Róbert Gunnarsson (* 22. Mai 1980 in Reykjavík) ist ein ehemaliger isländischer Handballspieler. Der Kreisläufer spielte für die isländische Männer-Handballnationalmannschaft, für die er 276 Länderspiele bestritt und dabei 773 Tore warf. Mittlerweile ist er als Handballtrainer tätig.

## Karriere

### Als Spieler
Gunnarsson begann das Handballspielen in Fylkir und wechselte später zu Fram Reykjavík. Beim dänischen Verein Århus GF wurde er in der Saison 2004/05 mit 241 Toren Torschützenkönig. Im Jahr 2005 wurde er als erster ausländischer Spieler zu Dänemarks Handballer der Jahres gewählt. Ab 2005 spielte er beim VfL Gummersbach, mit dem er 2009 den EHF-Pokal und 2010 den Europapokalsieger der Pokalsieger gewann. Im Dezember 2009 wurde sein Wechsel zu den Rhein-Neckar Löwen zum Ende der Saison 2009/10 bekanntgegeben. Nach zwei Jahren bei den Löwen wechselte er zum französischen Erstligisten Paris Saint-Germain. Mit Paris gewann er 2013, 2015 und 2016 die Meisterschaft sowie 2014 und 2015 den französischen Pokal. Im Sommer 2016 kehrte er nach Århus zurück. Nach der Saison 2017/18 beendete er seine Karriere.
Er nahm mit Island an der Weltmeisterschaft 2007 in Deutschland teil und schied dort im Viertelfinale gegen Dänemark aus. Bei den Olympischen Spielen 2008 gewann er die Silbermedaille. 2010 erreichte Gunnarsson bei der Europameisterschaft in Österreich den 3. Platz. Im Sommer 2012 nahm er an den Olympischen Spielen in London teil.

### Als Trainer
Róbert Gunnarsson trainierte die U-19-Mannschaft von Århus Håndbold und gehörte dem Trainerstab der Männermannschaft von Århus Håndbold an. Später übernahm er das Traineramt der isländischen Junioren-Nationalmannschaft. Seit dem Sommer 2022 trainiert er zusätzlich die isländische Erstligamannschaft von Grótta Handbolti.

## Privates
Mit seiner Freundin Svala hat er zwei Töchter und einen Sohn.

## Róbert Gunnarsson in einem Bundesligaspiel

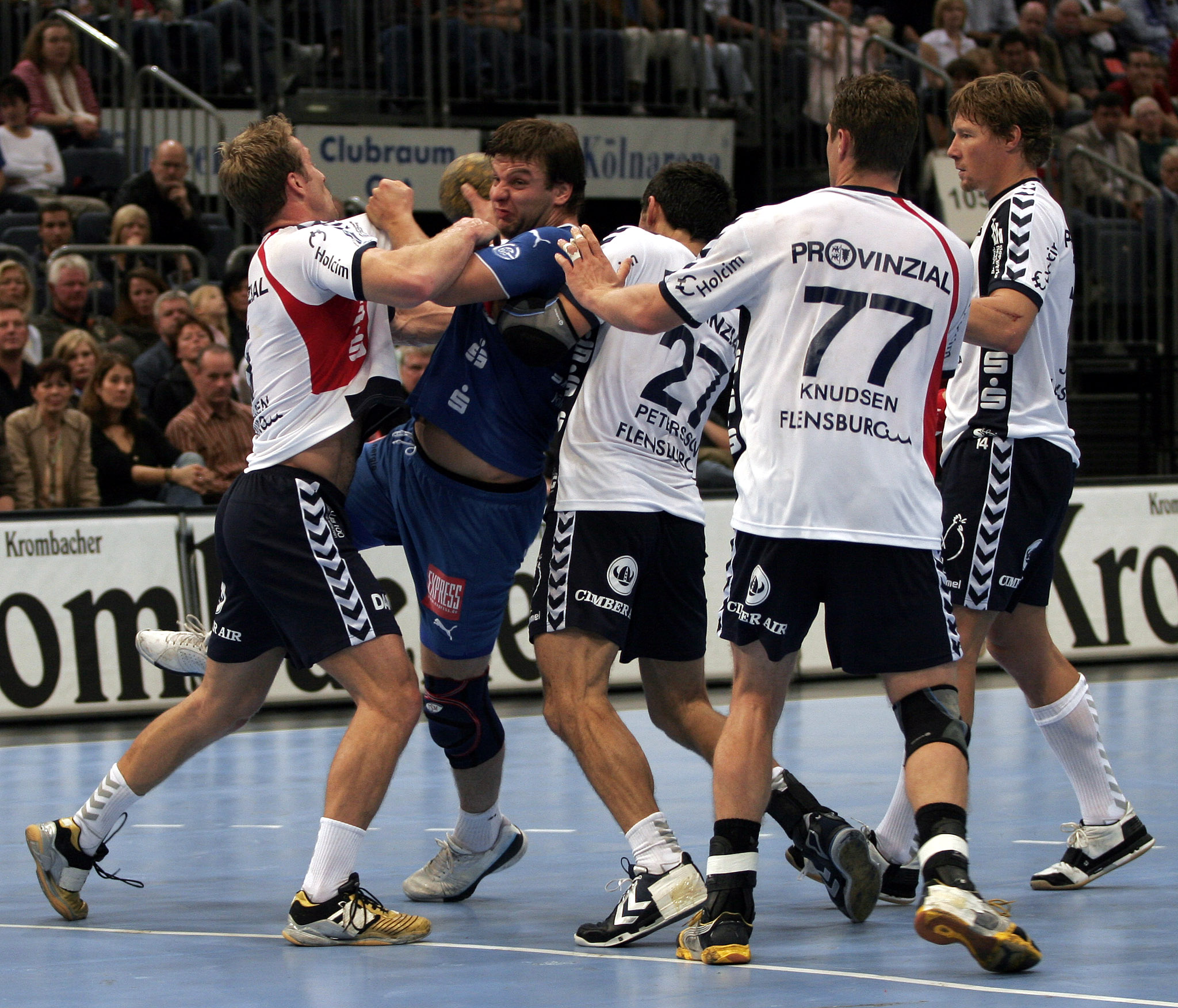
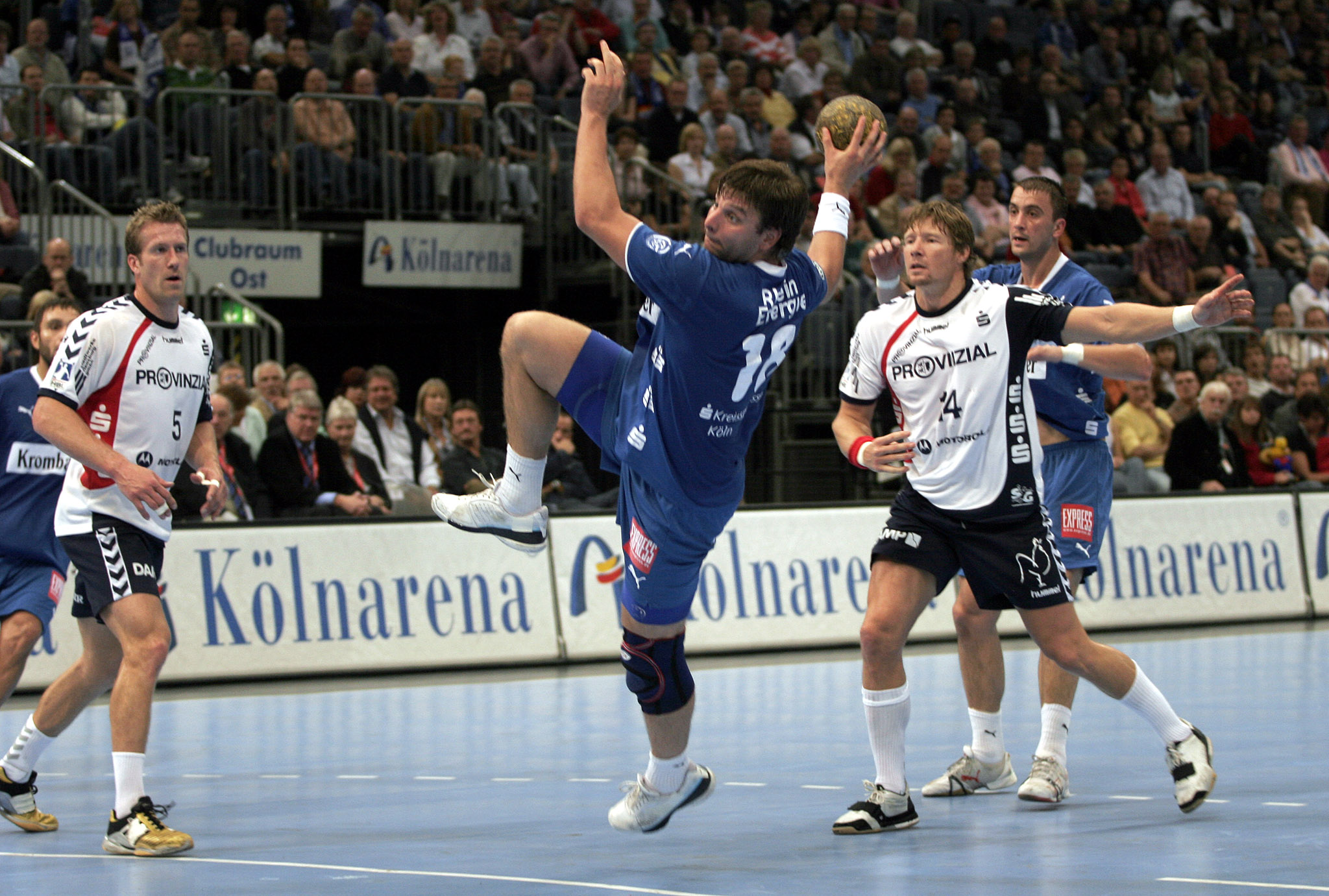
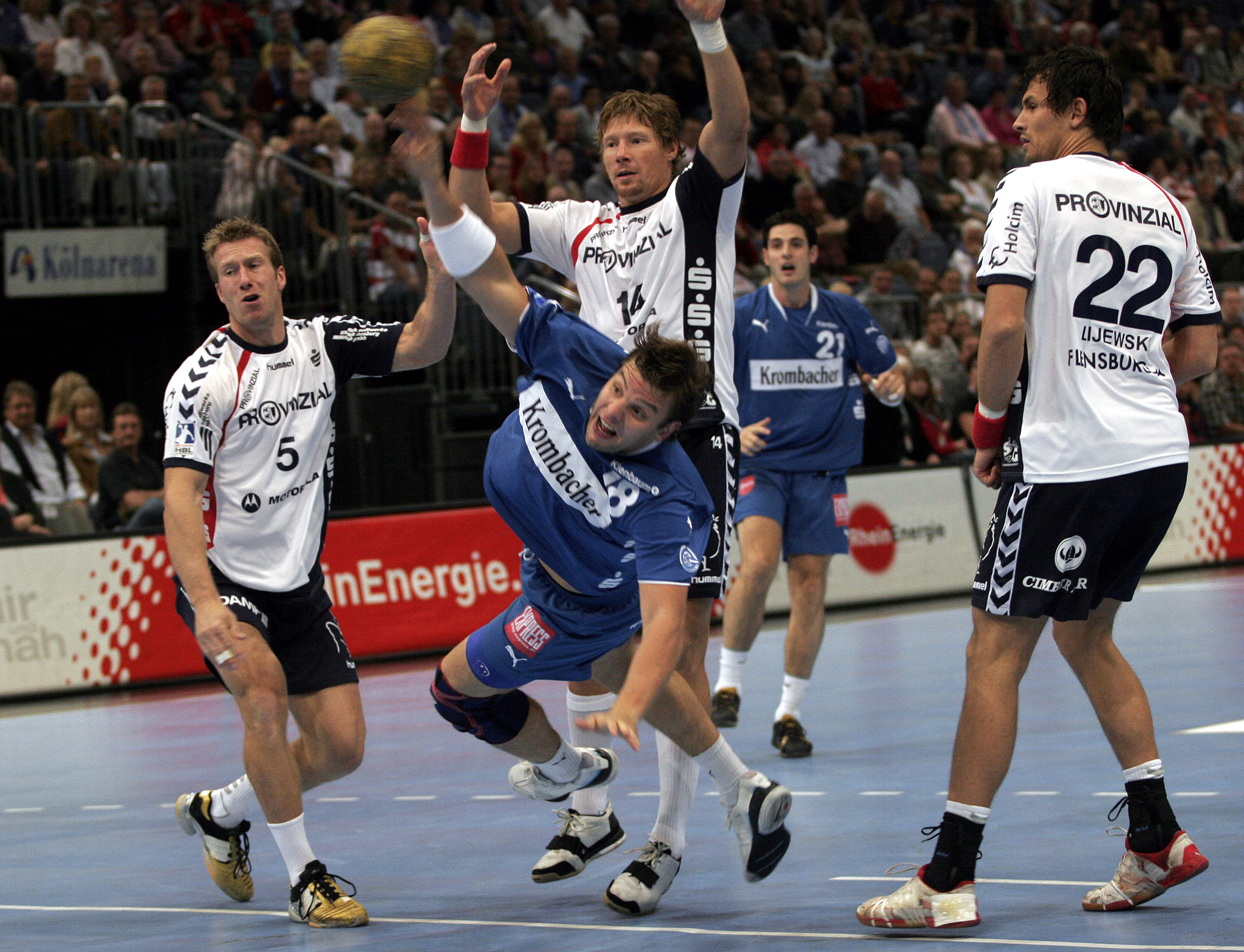

## Bundesligabilanz
| Saison    | Verein             | Spielklasse | Spiele | Tore | 7-Meter | Feldtore |
| --------- | ------------------ | ----------- | ------ | ---- | ------- | -------- |
| 2005/2006 | VfL Gummersbach    | Bundesliga  | 34     | 112  | 0       | 112      |
| 2006/2007 | VfL Gummersbach    | Bundesliga  | 33     | 125  | 0       | 125      |
| 2007/2008 | VfL Gummersbach    | Bundesliga  | 33     | 139  | 2       | 137      |
| 2008/2009 | VfL Gummersbach    | Bundesliga  | 33     | 135  | 0       | 135      |
| 2009/2010 | VfL Gummersbach    | Bundesliga  | 33     | 103  | 0       | 103      |
| 2010/2011 | Rhein-Neckar Löwen | Bundesliga  | 34     | 54   | 0       | 54       |
| 2011/2012 | Rhein-Neckar Löwen | Bundesliga  | 34     | 43   | 0       | 43       |
| 2005–2012 | Bundesliga         | gesamt      | 234    | 711  | 2       | 709      |